# 9K32 Sztrela–2

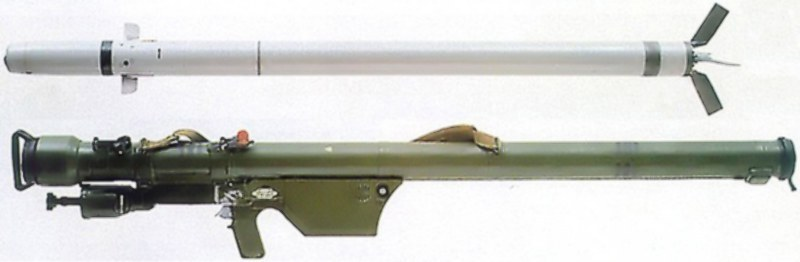
A Sztrela–2 rendszer. (Felül a 9M32 rakéta, alul a 9P54 indítóberendezés.)

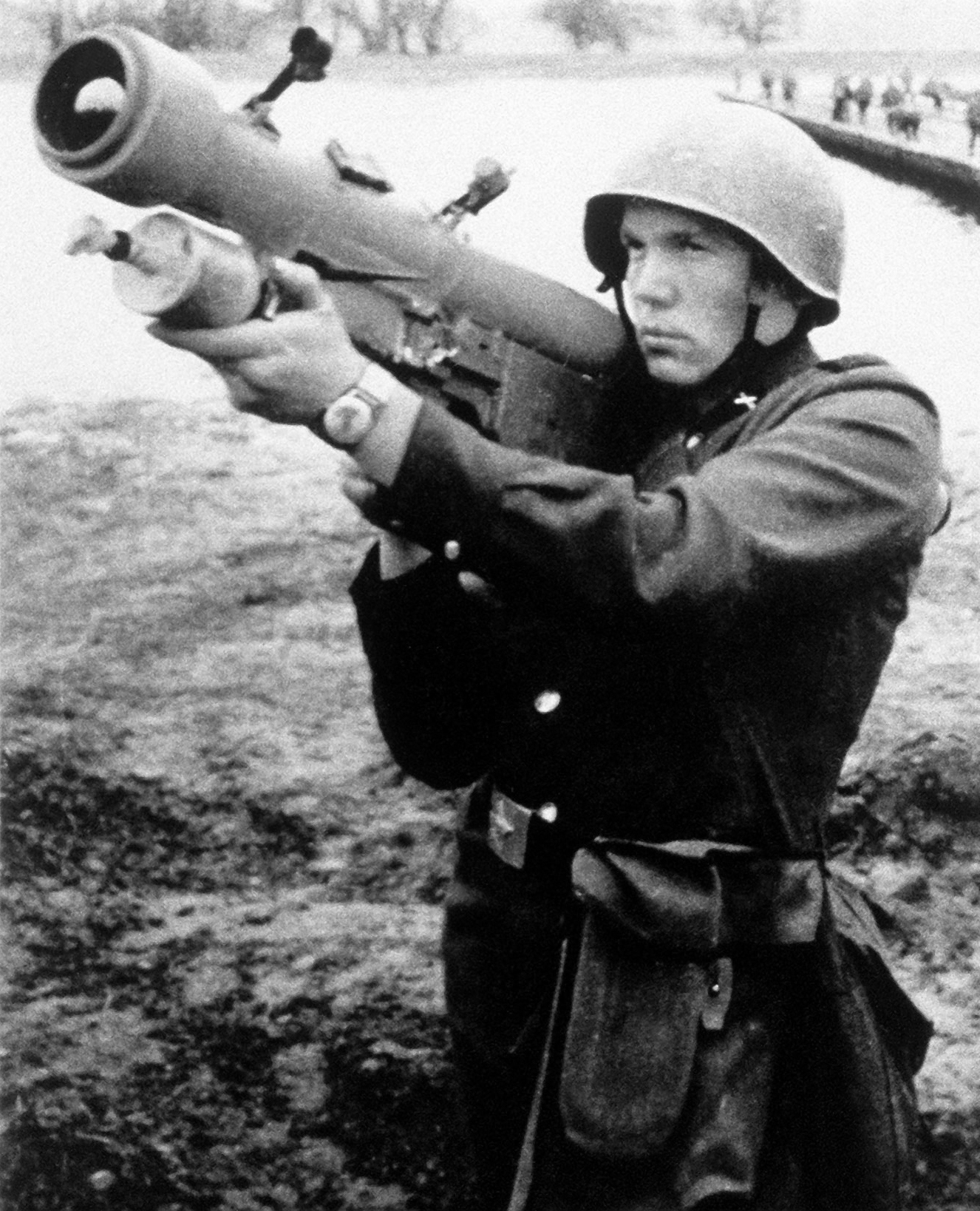
Szovjet katona Sztrela–2-essel

A 9K32 Sztrela–2 (NATO-kódja: SA–7 Grail, haditengerészeti változatáé SA–N–5) egy első generációs szovjet hordozható kis hatómagasságú légvédelmi rakétarendszer, mely a 9M32 típusú, passzív infravörös önirányítású rakétát használta. A rendszer fő részei a rakéta, az indítócső és a tápegység. Az 1970-es évek közepén a Sztrela–3 váltotta fel.

## Története
A csapatlégvédelemnél alkalmazható rakétafegyverzet fejlesztését hosszú ideig elhanyagolták a Szovjetunióban, a hidegháborús doktrínából következően elsősorban a stratégiai bombázók ellen alkalmazható légvédelmi eszközök fejlesztése kapott prioritást. Ennek következtében az első szovjet hordozható légvédelmi rakétarendszerek viszonylag későn, az 1960-as évek végén jelentek meg. Fejlesztése a 9M31 rakétát alkalmazó, páncélozott járműre telepített 9K31 Sztrela–1 rakétarendszerrel párhuzamosan folyt. Eredetileg a Sztrela–1 is hordozható rendszernek készült, de végül nehezebb lett, mint a Sztrela–2, így a járműre telepítés mellett döntöttek.
A Sztrela–2 rendszer fejlesztése 1960-ban kezdődött el a kolomnai KBM tervezőirodában. Főkonstruktőre Borisz Ivanovics Savirin volt, majd annak 1965-ös halála után Sz. P. Nyepogyimij irányította a tervezőmunkát. A rakéta fejlesztésénél elsősorban a kisméretű és megfelelő érzékenységű infravörös érzékelő létrehozása okozott nehézségeket. Az infravörös önirányító berendezés fejlesztése a leningrádi LOMO vállalatnál folyt. A fejlesztés több évet csúszott, így a Sztrela–2 első változatát 5 évvel a tervezett dátum után, 1968-ban állították szolgálatba a gépesített lövész alakulatoknál működő csapatlégvédelmi alegységeknél. 1972-ben jelent meg a modernizált 9K32M Sztrela–2M rendszer, amelynél növelték az infravörös kereső érzékenységét és a rakéta hatékonyabb harci részt kapott. A rendszer minden elemét a kovrovi Gyegtyarjov Fegyvergyár (ZID) gyártotta sorozatban.

## Szerkezeti kialakítása
A rendszer fő részei az indítócső és célzóberendezés egység (9P54, majd 9P54M), a rakéta és a 9B17 típusú tápegység, amely csak 40 mp-es működést biztosít a rendszer számára.
Az aerodinamikai ellenállás csökkentése érdekében a rakéta mindössze 76 mm átmérőjű, hossza viszont 1,4 m. Fordított aerodinamikai elrendezésű. Az indítás után kinyíló stabilizátorok a rakéta végén találhatók, az aerodinamikai kormányfelületek pedig a rakétatest elülső részén. A rakéta orr-részében helyezkedik el az infravörös kereső és az önirányító berendezés. Mögötte kapott helyet a kormánymű, ezt követi az 1,17 kg tömegű, nagy hatóerejű robbanóanyaggal készült repesz-romboló harci rész, majd a rakétatest nagy részét alkotó szilárd hajtóanyagú rakétahajtómű. A rakéta forgásstabilizált, repülés közben 15 fordulatot tesz meg másodpercenként a hossztengelye körül. A rakéta egyik gyenge pontja az infravörös kereső, amely csak a nagy hőmérsékletű égéstermékeket kibocsátó gázturbinás hajtóművekkel ellátott repülőgépek és helikopterek elleni alkalmazást teszi lehetővé. A cél eltévesztése esetén, az indítástól számított 11–14 mp múlva működésbe lép a rakéta önmegsemmisítő rendszere.
A rakéta alkalmazása előtt el kell távolítani az indítócsövön lévő zárókupakot. A kezelő egy egyszerű optikai irányzék segítségével végzi a célzást, a célkeresést az indítócsőben lévő rakéta infravörös keresője végzi. Amikor a rakéta keresője befogta a célt, hang- és fényjelzést ad a rendszer, majd indítható a rakéta. A rakétát egy indítótöltet veti ki az indítócsőből 27–31 m/s-os sebességgel. Az indítóberendezéstől kb. 5,5 m távolságban indul be a menethajtóműve, amely 470 m/s-os sebességre gyorsítja fel a rakétát.

## Alkalmazása

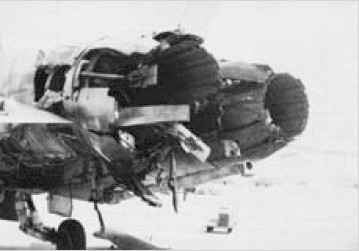
Egy öbölháborús F/A–18A Hornet hátsó része Sztrela–2-találat után

A rakétarendszert a Varsói Szerződés összes tagállama, köztük Magyarország is alkalmazta csapatlégvédelmi feladatokra. A Szovjetunió a fegyvert számos fejlődő országba is exportálta, így több helyi konfliktusban is alkalmazták. Kínában Hongying HN–5, Pakisztánban Anza Mk1, Mk2 és Mk3, Egyiptomban pedig Ayn as Saqr néven a másolatait gyártották is. Első harci alkalmazására 1969 augusztusában, a szuezi válság során került sor. Az egyiptomi hadsereg 6 izraeli repülőgépet lőtt le a Sztrela–2-vel az összecsapások során. Sikeresen alkalmazták a vietnámi háborúban is, 589 indított rakétával 204 amerikai repülőgépet vagy helikoptert rongáltak, ill. semmisítettek meg.
Magyarországon 1975-ben rendszeresítette a Magyar Néphadsereg.

## Műszaki adatok (9M32M)
- Átmérő: 76 mm
- Hossz: 1,4 m
- Induló tömeg: 9,15 kg
- Harci rész tömege: 1,17 kg
- Utazósebesség: 430 m/s
- Ferde hatótávolság: 4200 m
- Alkalmazási magasság: 500 m-től 2300 m-ig